# Циклізація Борше–Дрекзеля
Циклізація Борше–Дрекселя — хімічна реакція, що використовується для синтезу тетрагідрокарбазолів шляхом кислотно каталізованої циклізації циклогексанонових арилгідразонів. Вперше реакцію описали Едмунд Дрекзель у 1888 р. та Вальтер Борше у 1908 р.
Циклізація Борше–Дрекзеля є центральним етапом синтезу карбазолу Борше-Дрекзеля, де на першому етапі фенілгідразин конденсується з циклогексаноном з утворенням циклогексанону фенілгідразону, а на останньому етапі отриманий тетрагідрокарбазол окислюється до самого карбазолу.

## Механізм
Рекцію описано у літературі як таку, що протікає подібно до синтезу індолу за Фішером.

Циклізація Борше — Дрекзеля

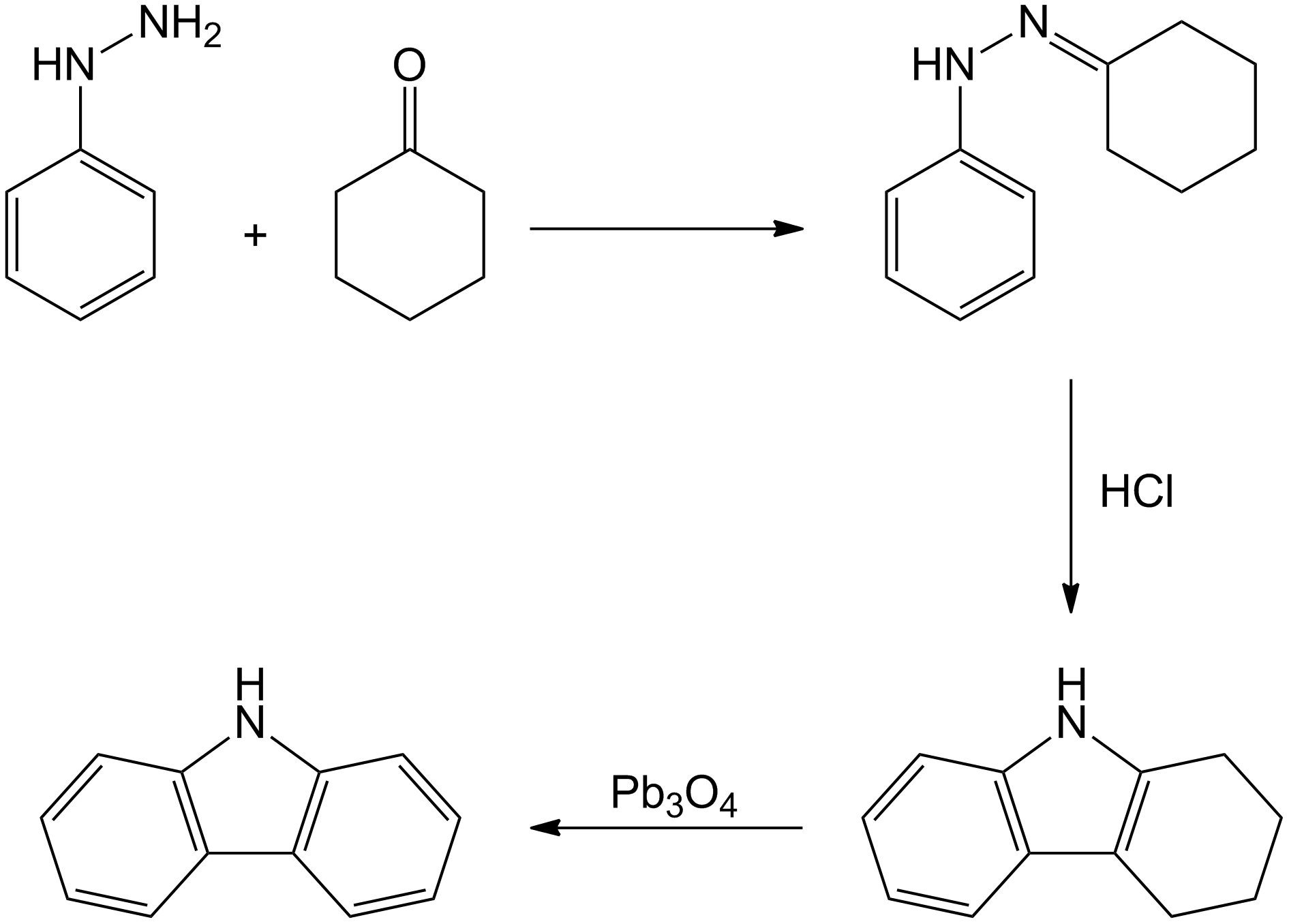
Синтез карбазолу Борше–Дрекзеля

Тут переніс протонів, каталізований кислотою, спочатку перетворює циклогексанон фенілгідразон 1 у проміжний продукт 2. Згодом відбувається сигматропна реакція, викликана теплом, з утворенням речовини 3, яка протонується і циклізується у 4. Виведення аміаку призводить до кінцевого продукту — тетрагідрокарбазолу 5.